# WinTV2000
WinTV2000 est un logiciel développé par le fabricant de cartes TV Hauppauge. Généralement fourni avec les cartes, le logiciel permet de regarder la télévision sur un PC et d'enregistrer en MPEG.
Il rend aussi possible la numérisation de vidéos analogiques de caméscopes VHS, en se servant par exemple de l'entrée composite de la carte.